# Coming Attractions (film)
Coming Attractions je americký experimentální film z roku 1970. Jako jeho režisérka je uvedena Beverly Grant, přičemž její manžel Tony Conrad byl uveden jako producent. Conrad je rovněž kameramanem. Snímek byl natočen podle „nahodilého“ scénáře teenagera jménem Andrew Lamy.  Film byl financován z grantu od Rockefellerovy nadace. Film volně vypráví příběh stárnoucího transsexuála jménem Francis Francine. Kromě Francina, který zde hrál postavu jménem Mae, zde hráli například Joan Adler, Tally Brown, Arnold Rockwood, stejně jako Conradův spolužák z Harvardovy univerzity Lewis Oliver a jeho manželka Rosanne. Ve filmu jsou související scény sestříhány „tam a zpět“, čímž se vytváří „flickerový“ (blikající) efekt, podobně jako tomu bylo v Conradově starším filmu The Flicker. Jako autor hudby k filmu je uveden Terry Riley – ten zde hraje různé klavírní kusy ve stylu honky-tonk. Část hudby pro film rovněž nahrál John Cale – etudu Fryderyka Chopina. V lednu 1971 byl snímek promítán ve Whitney Museum of American Art, kde bylo uvedeno také další dílo manželů Conradových: Straight and Narrow.